# Zamożne (obwód połtawski)
Zamożne (ukr. Заможне) – wieś na Ukrainie, w obwodzie połtawskim, w rejonie krzemieńczuckim. W 2001 liczyła 533 mieszkańców, spośród których 519 wskazało jako ojczysty język ukraiński, 13 rosyjski, a 1 ormiański.